# Garcilaso de la Vega
Garcilaso de la Vega  (Toledo, 1491/1503-Niza, 14 de octubre de 1536) fue un poeta y militar español del Siglo de Oro.

## Biografía
Nacido en Toledo entre 1491 y 1503, Garcilaso de la Vega fue el tercer hijo de Garcilaso de la Vega (fallecido el 8 de septiembre de 1512, tres días después de otorgar su codicilo), señor de Arcos y comendador mayor de León en la Orden de Santiago, y de Sancha de Guzmán, señora de Batres y de Cuerva. Sus abuelos paternos fueron Pedro Suárez de Figueroa, hijo de Gómez I Suárez de Figueroa y Elvira Lasso de Mendoza, hermana del primer marqués de Santillana, y Blanca de Sotomayor (hija de Fernando de Sotomayor y Mencía Vázquez de Goes a través de quien hereda el señorío de Arcos). Su madre, Sancha de Guzmán, fue hija de Pedro de Guzmán, señor de Batres (hijo del cronista Fernán Pérez de Guzmán) y de María de Rivera.
Quedó huérfano de padre y se educó esmeradamente en la Corte, donde conoció en 1519 a su gran amigo, el caballero Juan Boscán. Seguramente a este debió el toledano su gran aprecio por la lírica del valenciano Ausiàs March, que dejó alguna huella en su obra.
Garcilaso entró a servir en 1520 al rey Carlos I en calidad de contino real. Aprendió griego, latín, italiano y francés, así como el arte de la esgrima y a tocar la cítara, el arpa y el laúd.
Formaba parte del séquito del Fadrique Álvarez de Toledo y Enríquez, II duque de Alba de Tormes cuando Carlos I desembarcó en Santander en 1522. Al año siguiente fue objeto nuevamente del favor real al ser designado miembro de la Orden de Santiago y gentilhombre de la Casa de Borgoña, organización al servicio de la corona que, junto a la Casa de Castilla, agrupaba a quienes trabajaban más cerca del monarca.
No olvidó Garcilaso potenciar sus relaciones con la casa de Alba y en 1523 participó, junto a Fernando Álvarez de Toledo y Pimentel, el futuro gran duque de Alba (que en ese momento tenía 16 años), en la campaña de Fuenterrabía. Este fue el origen de una amistad entre ellos, que se vio probada más adelante con la intervención del de Alba a favor de Garcilaso ante el propio emperador en varias ocasiones.
En los años siguientes, Garcilaso luchó en la guerra de las Comunidades de Castilla y fue herido en la acción de Olías del Rey; también participó en el cerco a su ciudad natal (1522). A finales de ese mismo año se embarcó, en compañía de Juan Boscán y Pedro de Toledo, futuro virrey de Nápoles, en una expedición de socorro que quiso (y no pudo) evitar la caída de Rodas en poder de los turcos; de nuevo resultó herido, esta vez de gravedad. Algunos autores, sin embargo, discuten la posibilidad de que Garcilaso participase en la expedición a Rodas por hallarse a finales de 1522 y parte de 1523 acompañando al emperador por tierras de Burgos,  Logroño,  Pamplona y Fuenterrabía.

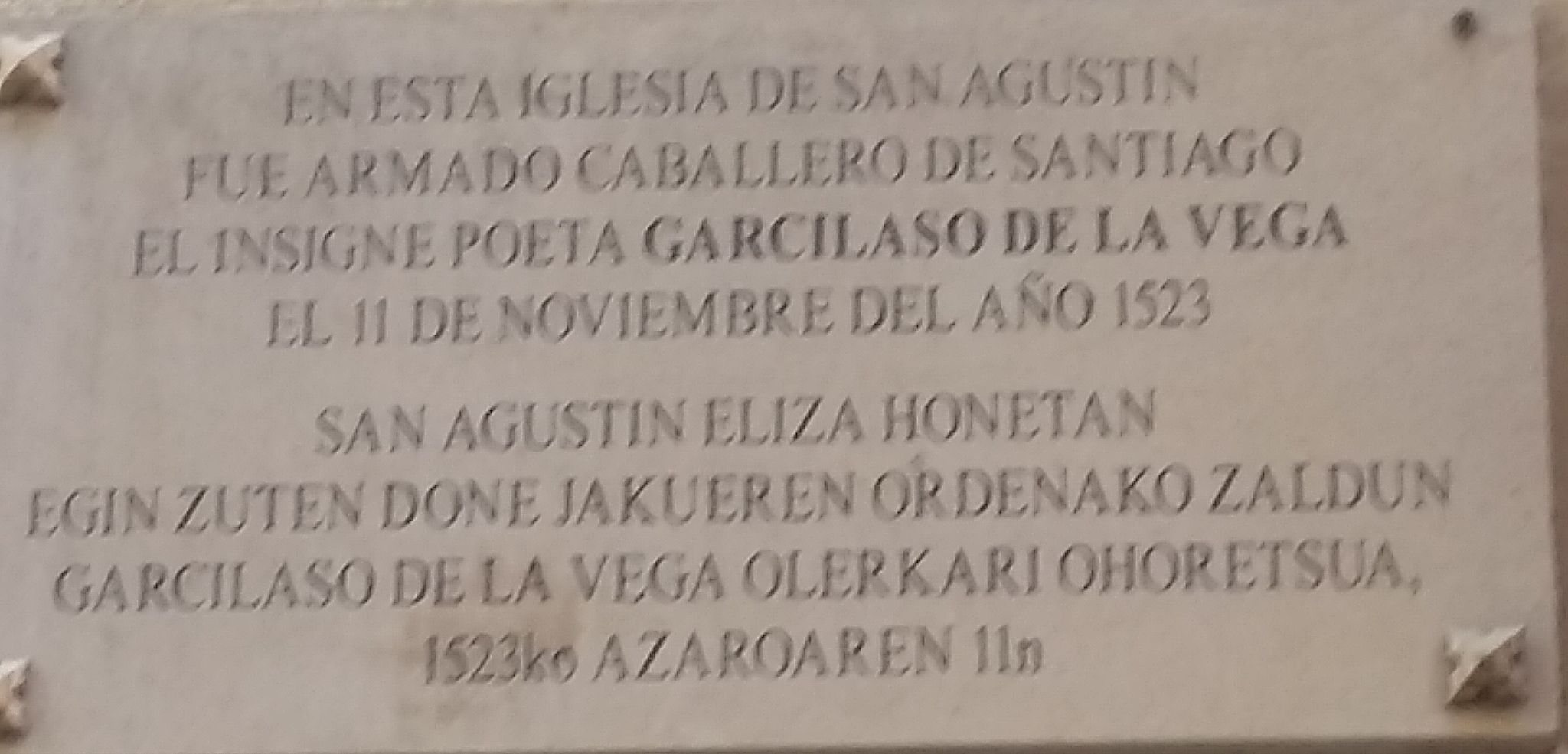
Lápida en la fachada de San Agustín, en Pamplona, que recuerda que Garcilaso fue armado allí caballero de Santiago el 11 de noviembre de 1523

De vuelta a España fue armado caballero de la Orden de Santiago el 11 de noviembre de 1523, en la iglesia de San Agustín de Pamplona, y en 1524 se enfrentó a los franceses en el cerco de Fuenterrabía.
A su retorno a Toledo, contrajo matrimonio en 1525 con Elena de Zúñiga, dama de Leonor, hermana de Carlos I de España; por ello Garcilaso entró a formar parte del séquito de esta. Todo apunta a que su matrimonio con Garcilaso fue uno de tantos enlaces aristocráticos basados en un convenio de intereses. A los dos años y medio de su boda, aún seguían residiendo ambos en el hogar materno de los Laso de la Vega en la actual calle de Esteban Illán, a causa de la escasez de viviendas que ocasionaba la presencia de La corte en la ciudad, pero el 11 de marzo de 1528 por fin pudieron adquirir unas casas en la calle de los Aljibes n.ºs 2-4, a poca distancia de la mansión familiar. En este espacio doméstico no pudo pasar el matrimonio demasiado tiempo junto, pues al año de su adquisición comenzó el gentilhombre a viajar en su calidad de cortesano de Carlos I de España; si bien Elena siguió habitando en esta casa hasta su muerte en 1563, veintisiete años después que su marido. Además de los cinco hijos que Garcilaso tuvo con Elena de Zúñiga, también tuvo un hijo antes de su matrimonio con una dama comunera toledana, Guiomar Carrillo, que reconoció de forma póstuma, Lorenzo Suárez de Figueroa, nacido hacia 1521. Al respecto, la más reciente, documentada y completa de las biografías del poeta afirma que, aparte de efímeros amoríos con Elvira, una aldeana extremeña, así como una dama napolitana, tres amores marcan la vida del poeta: 1) Magdalena de Guzmán, prima monja e hija ilegítima de su tía María de Ribera, quien se convierte en la Camila de la Égloga II; 2) Guiomar Carrillo, quien se traduce en la Galatea de la Égloga I; y 3) Beatriz de Sá, segunda esposa de Pedro Laso y cuñada de Garcilaso, conocida como «a mais fermosa molher que se achou em Portugal» (p. 599), aunque solo muy problemáticamente puede identificarse con la Elisa de los versos de Garcilaso.
Por entonces empezó a escribir sus primeros poemas según la estética de la lírica cancioneril, que pronto desecharía; además, ejerció un tiempo como regidor de su ciudad natal. El punto de inflexión en su lírica obedece a un día de 1526 en Granada, en los jardines del Generalife y cerca del palacio del emperador, como cuenta Juan Boscán:

Estando un día en Granada con el Navagero, tratando con él en cosas de ingenio y de letras, me dijo por qué no probaba en lengua castellana sonetos y otras artes de trovas usadas por los buenos autores de Italia: y no solamente me lo dijo así livianamente, mas aún me rogó que lo hiciere... Así comencé a tentar este género de verso, en el cual hallé alguna dificultad por ser muy artificioso y tener muchas particularidades diferentes del nuestro. Pero fui poco a poco metiéndome con calor en ello. Mas esto no bastara a hacerme pasar muy adelante, si Garcilaso, con su juicio —el cual, no solamente en mi opinión, mas en la de todo el mundo ha sido tenido por cosa cierta— no me confirmara en esta mi demanda. Y así, alabándome muchas veces este propósito y acabándome de aprobar con su ejemplo, porque quiso él también llevar este camino, al cabo me hizo ocupar mis ratos en esto más fundadamente.

En ese mismo año de 1526, con motivo de las bodas de Carlos I con Isabel de Portugal, acompañó a la Corte en un viaje por varias ciudades españolas y se enamoró platónicamente de una dama portuguesa de la reina, Isabel Freyre, que cantó bajo el anagrama de Elisa en sus versos, que a ella son debidos. Dicha dama fue también destinataria de los versos de su amigo, el poeta y diplomático portugués Francisco Sa de Miranda bajo el nombre de Celia. Una teoría de la garcilasista María del Carmen Vaquero apunta, sin embargo, a que esta Elisa habría podido ser en realidad la segunda mujer de su hermano Pedro Laso, la hermosísima Beatriz de Sá, descendiente del hidalgo francés Maciot de Bettencourt y de una princesa guanche, celebrada por numerosos poetas portugueses.
En 1528 dictó su testamento en Barcelona, donde reconoció la paternidad de su hijo ilegítimo y asignó una pequeña suma de dinero para su educación; poco después da una colección de sus obras a Boscán para que la revisara, y seguidamente partió hacia Roma, en 1529. Participó en la campaña contra Florencia y asistió a la investidura del rey de España como Carlos V del Sacro Imperio Romano Germánico, llevada a cabo en Bolonia en febrero de 1530, acompañándole después a Mantua. Desde dicha ciudad, el 17 de abril, Carlos autorizó a Garcilaso a regresar a España y le otorgó 80 000 maravedíes anuales para toda su vida en recompensa por los servicios prestados «sin obligación de servir ni residir en nuestra corte».
Tras su regreso a Toledo, Carlos le encargó en el verano de 1530, por mediación de la emperatriz Isabel, la tarea de viajar a Francia para comprobar el trato que el rey Francisco I de Francia estaba dispensando a su hermana Leonor de Austria, con quien se había casado en cumplimiento de la paz de las Damas y, de paso, espiar los posibles movimientos de tropas en la frontera.
Al año siguiente, Garcilaso fue testigo en la boda de su sobrino, un hijo de su hermano el comunero Pedro Lasso. El emperador se disgustó por la participación de Garcilaso en un enlace que no contaba con su beneplácito y mandó detenerlo. Se le apresó en Tolosa y se acordó confinarlo en una isla del Danubio cerca de Ratisbona, descrita por el poeta en su Canción III. La intervención de Fernando Álvarez de Toledo y Pimentel, III duque de Alba de Tormes, en favor de Garcilaso resultó crucial: aprovechando que en ese año los turcos empezaban a amenazar Viena, hizo ver al emperador que se necesitaba a Garcilaso, de forma que fue movilizado en ayuda del duque de Alba. El poeta abandonó, pues, en 1532 el Danubio, donde ya prácticamente era huésped del conde György Cseszneky de Milvány, castellano de Győr, y se estableció en Nápoles.
Se integró muy pronto en la vida intelectual de la ciudad, que entonces giraba en torno a la Academia Pontaniana, y trabó amistad con poetas como Bernardo Tasso o Luigi Tansillo, así como con los humanistas Antonio Silesio y el futuro cardenal Jerónimo Seripando, destinatarios de algunos de sus textos, y teóricos de la literatura como Antonio Sebastiani Minturno y, en especial, Mario Galeota, poeta enamorado de una hostil napolitana, Violante Sanseverino, «la flor de Gnido», para quien escribió las liras de su quinta canción; también encontró allí al escritor erasmista Juan de Valdés, quien parece aludir a él junto a otros caballeros en un pasaje de los últimos de su Diálogo de la lengua. Por demás, Luis Zapata de Chaves cuenta una anécdota en su Miscelánea (1592) que revela cuán integrado se hallaba en el mundo cortesano de Nápoles:

Era toda la gala y toda la damería de Italia, entre los cuales estaba Garcilaso, y ya a puesta de sol, que es la hora en que se ceban los halcones y azores de mejor gana, y entre dos luces la en que se visitan con más comodidad las damas, los criados celosos acudieron con velas muy temprano, de que todas y todos muy mucho se enfadaron y la señora misma, y dijo: "¡Oh ciega y sorda gente!" Acudió luego Garcilaso con el fin del mismo verso de Petrarca (que cuadró allí) "...qui si fà notte inanzi sera".

En 1533 visitó Barcelona y entregó a Juan Boscán una carta A la muy manífica señora doña Jerónima Palova de Almogávar que apareció en 1534 y en calidad de prólogo, en su traducción española de El Cortesano de Baldassare Castiglione.
Las innovaciones poéticas de Garcilaso y Boscán fueron imitadas en la Corte, y partidarios de los antiguos metros castellanos como Cristóbal de Castillejo, aunque también con el mismo espíritu del Renacimiento, se quejaban respetuosamente de las novedades:

Bien se pueden castigar
a cuenta de anabaptistas
pues por ley particular
se tornan a baptizar
y se llaman petrarquistas.
Han renegado la fee
de las trovas castellanas,
y tras las italïanas
se pierden, diciendo que
son más ricas y lozanas [...]
Dios dé su gloria a Boscán
y a Garci Laso, poeta,
que, con no pequeño afán
y por estilo galán
sostuvieron esta seta [...]
Contentados se mostraban
y claramente burlaban
de las trovas españolas:
canciones y villancicos
romances y cosa tal
arte mayor y real
y pies quebrados y chicos
y todo nuestro caudal.
Y en lugar de estas maneras
de vocablos ya sabidos
en nuestras trovas caseras
cantan otras forasteras
nuevas a nuestros oídos:
sonetos de grande estima,
madrigales y canciones
de diferentes renglones
octava y tercera rima
y otras nuevas invenciones.
Desprecian cualquiera cosa
de coplas compuestas de antes
por baja de ley y astrosa;
usan ya de cierta prosa
medida sin consonantes [...]
Cristóbal de Castillejo

Garcilaso de la Vega, tras haber sido nombrado en 1534 alcaide de Ríjoles, participó en 1535 en la Jornada de Túnez, y tras la toma de La Goleta en un combate de caballería cerca de los muros de Túnez resultó herido de dos lanzadas en la boca y en el brazo derecho.

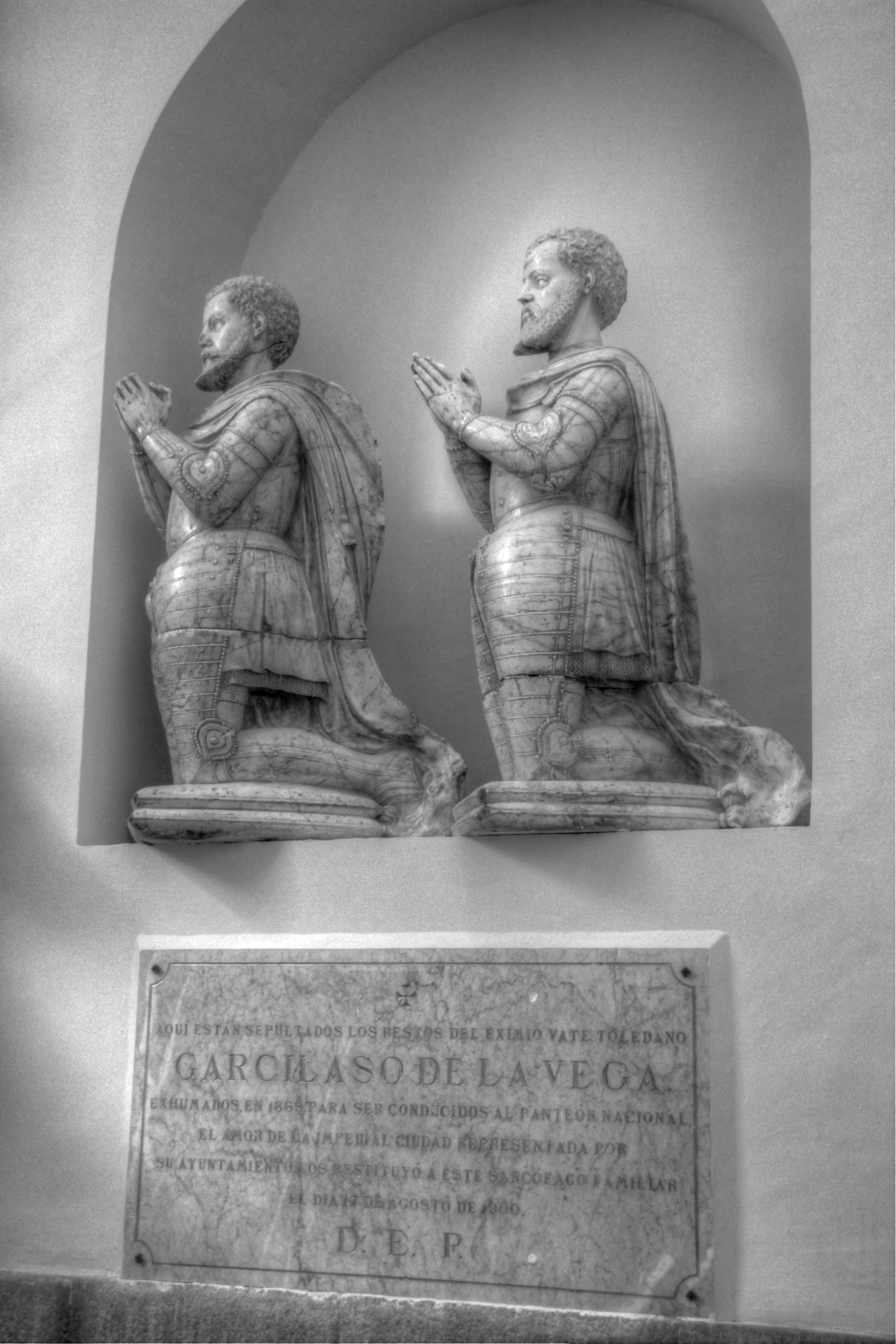
Tumba de Garcilaso de la Vega en el Convento de San Pedro Mártir, en Toledo.

Poco después, estalló la Guerra italiana de 1536-1538, la tercera guerra de Francisco I de Francia contra Carlos V, y la expedición contra Francia de 1536 a través de Provenza fue la última experiencia militar de Garcilaso. El poeta fue nombrado maestre de campo de un tercio de infantería, embarcándose en Málaga a cargo de los 3000 infantes que lo componían. Durante el temerario asalto a una fortaleza a finales de septiembre de 1536, acudiendo al combate sin armas defensivas a excepción de una rodela, en Le Muy, cerca de Fréjus, fue el primer hombre en trepar por la escala, y alcanzado por una piedra arrojada por los defensores cayó al foso gravemente herido. El Emperador, preso de la ira por su futura y segura muerte mandó ahorcar a la guarnición una vez tomada la fortificación. Trasladado a Niza, murió en esta ciudad a los pocos días, el 14 de octubre, asistido por su amigo Francisco de Borja, duque de Gandía. Aunque Garcilaso fue sepultado inicialmente en el monasterio de Santo Domingo de Niza, su cuerpo fue mandado traer a Toledo por su viuda  Elena dos años después, en 1538, depositándose en la capilla del Rosario del convento de San Pedro Mártir. Allí figura su estatua orante en alabastro junto a la de su hijo Íñigo de Guzmán, único retrato suyo que se puede considerar fidedigno. En 1869 los restos fueron exhumados para su conducción al Panteón de Hombres Ilustres, y restituidos a la capilla familiar en 1900.

## Trayectoria poética
La poesía de Garcilaso de la Vega está dividida por su estancia en Nápoles (primero en 1522-1523 y luego en 1533). Antes de ir a Nápoles su poesía no estaba marcada por rasgos petrarquistas, fue en Nápoles donde descubrió a los autores italianos. Después de su estancia abundó en rasgos de la lírica italiana, influido tanto por autores anteriores, como Francesco Petrarca, como por autores contemporáneos, como Jacopo Sannazaro, que fue el autor en 1504 de La Arcadia. Garcilaso hizo suyo el mundo de la Arcadia, en el que sonidos, colores, etc., invitan a la reflexión acompañando a los sentimientos. También influyó a Garcilaso Ludovico Ariosto, de quien tomó el tema de la locura de amor.
En Italia Garcilaso fortaleció su clasicismo, ya aprendido con los humanistas castellanos en la Corte, y redescubrió a Virgilio y sus Bucólicas, a Ovidio y sus Metamorfosis y a Horacio y sus Odas, sin olvidar otros autores griegos que también estudió.
La obra poética de Garcilaso de la Vega, compuesta por cuarenta sonetos, cinco canciones, una oda en liras, dos elegías, una epístola, tres églogas y ocho coplas castellanas, y tres odas y un epigrama en latín, se publicó por primera vez en 1543, a modo de apéndice de las Obras de Juan Boscán.[cita requerida] La producción lírica de Garcilaso de la Vega, máxima expresión del Renacimiento castellano, se convirtió, desde muy pronto, en una referencia inexcusable para los poetas españoles, que desde entonces no pudieron ignorar la revolución métrica y estética operada por él en la lírica española al introducir con Juan Boscán y Diego Hurtado de Mendoza una serie de estrofas (terceto, soneto, lira, octava real, endecasílabos sueltos, canción en estancias), el verso endecasílabo y su ritmo tritónico, mucho más flexible que el rígido y monótono del dodecasílabo, y el repertorio de temas, estructuras y recursos estilísticos del petrarquismo.
El lenguaje de Garcilaso es claro y nítido, conforme a los ideales de su amigo Juan de Valdés: selección, precisión y naturalidad y palabra oral más que «escrita»; prefiere las palabras usuales y castizas a los cultismos extraños a la lengua, buscar el equilibrio clásico, la estilización del nobilitare renacentista de una lengua vulgar y la precisión ante todo. Como afirma en su Égloga tercera:

Más a las veces son mejor oídos
el puro ingenio y lengua casi muda,
testigos limpios de ánimo inocente,
que la curiosidad del elocuente.

Esto es, es preferible evitar la retórica pomposa y la expresión forzada y culta para que la poesía pueda aparecer como sincera, genuina y espontánea; el objetivo de la poesía es ser oído, es la comunicación de los sentimientos, no el cortesano despertar de admiración. Garcilaso, pues, prefiere el tono íntimo, personal y confidencial en la poesía a la retórica y pompa de tonos más marciales o a la culta exhibición cortesana del ingenio, con lo que puso la primera piedra de una corriente lírica hispánica que todavía latió en la poesía de Gustavo Adolfo Bécquer. Haciéndose eco del ideal lingüístico y estilístico de su amigo Juan de Valdés, escribió en el prólogo a la traducción de su amigo Juan Boscán de El cortesano, de Baltasar de Castiglione:

Guardó una cosa en la lengua castellana que muy pocos la han alcanzado, que fue huir del afectación sin dar consigo en ninguna sequedad; y con gran limpieza de estilo usó de términos muy cortesanos y muy admitidos de los buenos oídos, y no nuevos ni al parecer desusados de la gente.

El estilo de Garcilaso es muy característico: cuida especialmente la musicalidad del verso mediante el uso de la aliteración y un ritmo en torno a los tres ejes principales del endecasílabo. Utiliza asiduamente el epíteto con la intención de crear un mundo idealizado donde los objetos resultan arquetípicos y estilizados al modo del platonismo. Por otra parte, es muy hábil en la descripción de lo fugitivo y huidizo; su poesía produce una vívida sensación de tiempo y se impregna de melancolía por el transcurso de la vida, lo que él llamó su «dolorido sentir»:

No me podrán quitar el dolorido
sentir, si ya primero
no me quitan el sentido.

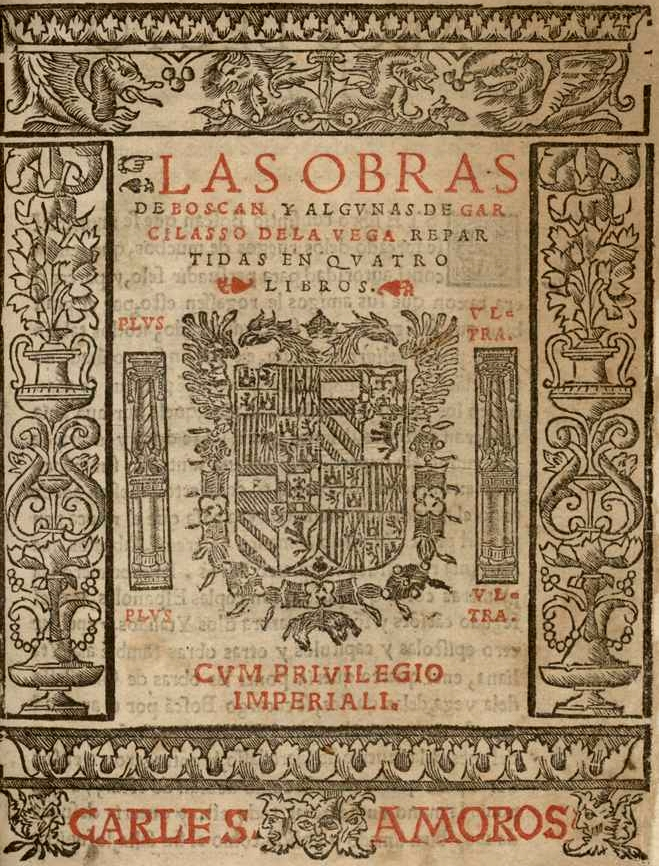
Portada de Las obras de Boscán y algunas de Garcilaso de la Vega repartidas en cuatro libros, Barcelona, Carlos Amorós, 1543.

El paisaje resulta arcádico, pero instalado rigurosamente en sus predios de Toledo, al margen del río Tajo. Aparecen los temas mitológicos como alternativa a los temas religiosos: Garcilaso no escribió ni un verso de tema religioso. La mitología suscitaba en él una gran emoción artística y se identificaba plenamente con algunos mitos como el de Apolo y Dafne. Como señala Margot Arce Blanco, sus temas preferidos son los sentimientos de ausencia, el conflicto entre razón y pasión, el paso del tiempo y el canto de una naturaleza idílica que sirve de contraste a los doloridos sentimientos del poeta. Cree en un trasmundo que no es el religioso cristiano, sino el pagano:

Contigo, mano a mano
busquemos otros prados y otros ríos,
otros valles floridos y sombríos,
donde descanse, y siempre pueda verte
ante los ojos míos,
sin miedo y sobresalto de perderte.
Égloga primera

## Ediciones tempranas
En marzo de 1542, Boscán y su mujer firmaron un contrato para la publicación de un tomo titulado Las obras de Boscán y algunas de Garcilaso de la Vega. Al año siguiente, bajo la dirección de la viuda, se terminó la impresión [Barcelona: Carles Amorós, 1543], y se publicó el libro. Dos reimpresiones furtivas aparecieron enseguida, una en Barcelona y la otra en Lisboa. En 1544 aparecieron dos reimpresiones autorizadas, una en Medina del Campo y la otra en Amberes; durante los trece años siguientes aparecía por lo menos una reimpresión cada año. Después de 1557 la edición conjunta ya no se agotaba tan rápidamente. No es sorprendente, pues, que en 1569 realizara un librero salmantino la feliz idea de publicar en tomo aparte solo la poesía de Garcilaso. Esta impresión es el punto de partida de la importante edición comentada del Brocense. Salió en 1574, con seis sonetos y cinco coplas inéditos, el tomito de las «Obras del excelente Garci Lasso de la Vega, con anotaciones y enmiendas del licenciado Francisco Sánchez, catedrático de retórica en Salamanca». Esta edición enmendada y comentada había de ser la mejor y la más divulgada y conocida de todas, reimprimiéndose en 1577 (revisada), 1581, 1589 (revisada), 1600, 1604 y 1612. Además de los textos añadidos (tres sonetos más en 1577) y las sucintas y eruditas anotaciones, la edición del Brocense tiene el gran valor de conservarnos las variantes más significativas de un buen manuscrito que posteriormente se ha perdido. En 1580 se publicó en Sevilla otra edición comentada, con las anotaciones mucho más amplias del erudito poeta Fernando de Herrera.

## Reconocimiento posterior
Desde los poetas del Siglo de Oro a Rafael Alberti en su “Elegía a Garcilaso” (Si Garcilaso volviera, / yo sería su escudero; / que buen caballero era…) o Miguel Hernández en su "Égloga a Garcilaso" (Un claro caballero de rocío, / un pastor, un guerrero de relente, / eterno es bajo el Tajo; bajo el río / de bronce decidido y transparente…), pasando por la "Égloga, elegía, oda" de Luis Cernuda, quien le dedicó un profundo ensayo, múltiples escritores han reconocido la gran obra de Garcilaso, contribuyendo a su exaltación como “príncipe de los poetas castellanos” y a su configuración como paradigma del poeta-soldado, en particular en la poesía de posguerra agrupada bajo la denominación de Garcilasismo.
El propio Garcilaso es el primero en definirse atrapado en esta dualidad entre el oficio de las armas y las letras, desdoblamiento visible a lo largo de toda su obra, pero expresado en el verso “tomando ora la espada, ora la pluma”. Gustavo Adolfo Bécquer le describió como “Tipo completo del siglo más brillante de nuestra historia” (“Enterramientos de Garcilaso de la Vega y su padre en Toledo). Y Miguel de Cervantes le consideró el modelo perfecto de poeta, tal y como expresa en La Galatea y Los trabajos de Persiles y Sigismunda. En esta última pone en boca del protagonista Periandro estas palabras de elogio al jamás alabado como se debe poeta Garcilaso de la Vega, afirmando que las había visto, leído, mirado y admirado, así como vio al claro río, dijo: -No diremos: Aquí dio fin a su cantar Salicio, sino: Aquí dio principio a su cantar Salicio; aquí sobrepujó en sus églogas a sí mismo; aquí resonó su zampoña, a cuyo son se detuvieron las aguas deste río, no se movieron las hojas de los árboles, y, parándose los vientos, dieron lugar a que la admiración de su canto fuese de lengua en lengua y de gente en gente por todas las de la tierra.